# پشت‌آبی آسیایی
پشت‌آبی آسیایی (نام علمی: Irena puella) نام یک گونه از سرده پشت‌آبی است.

## نگارخانه

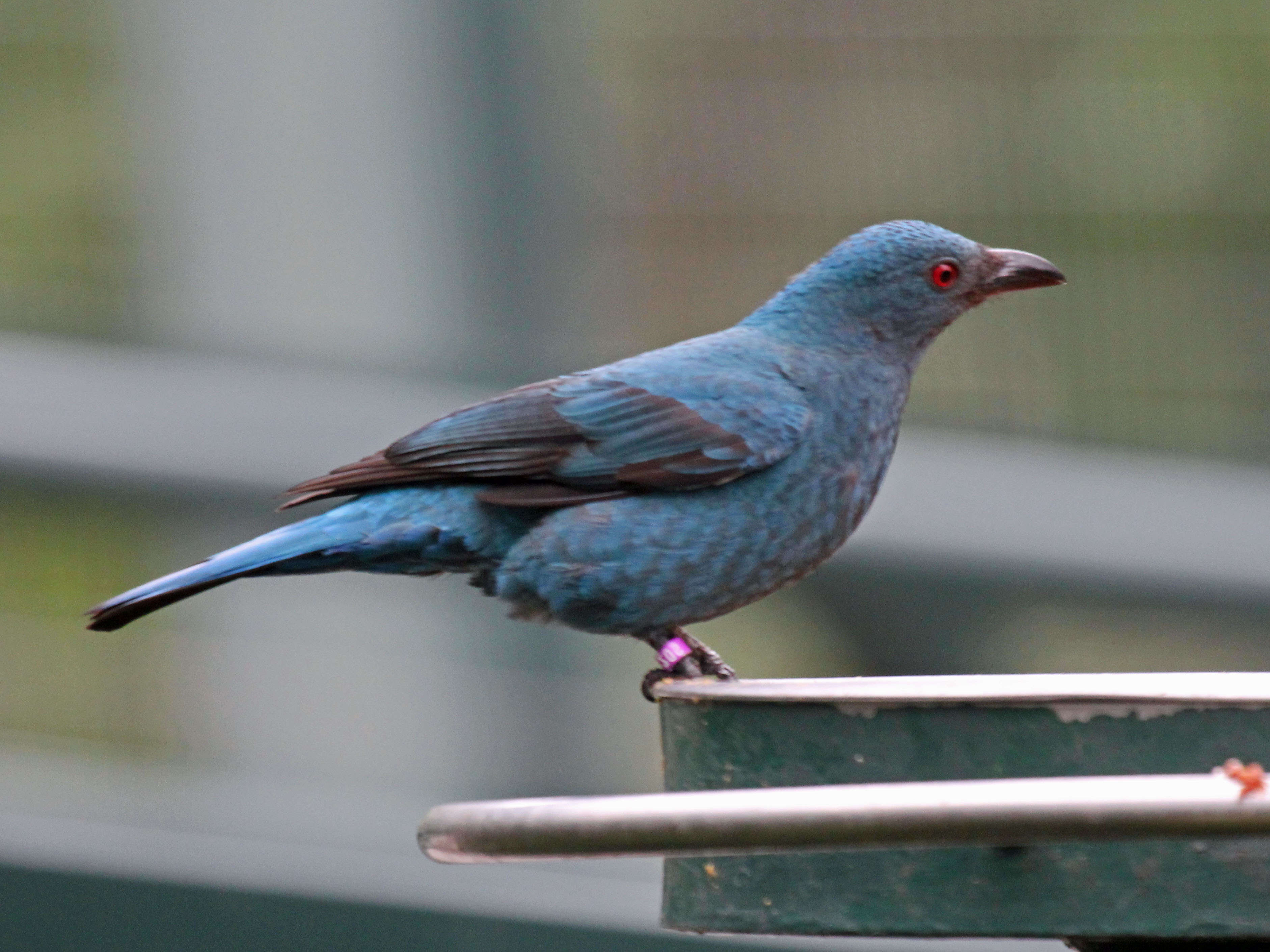
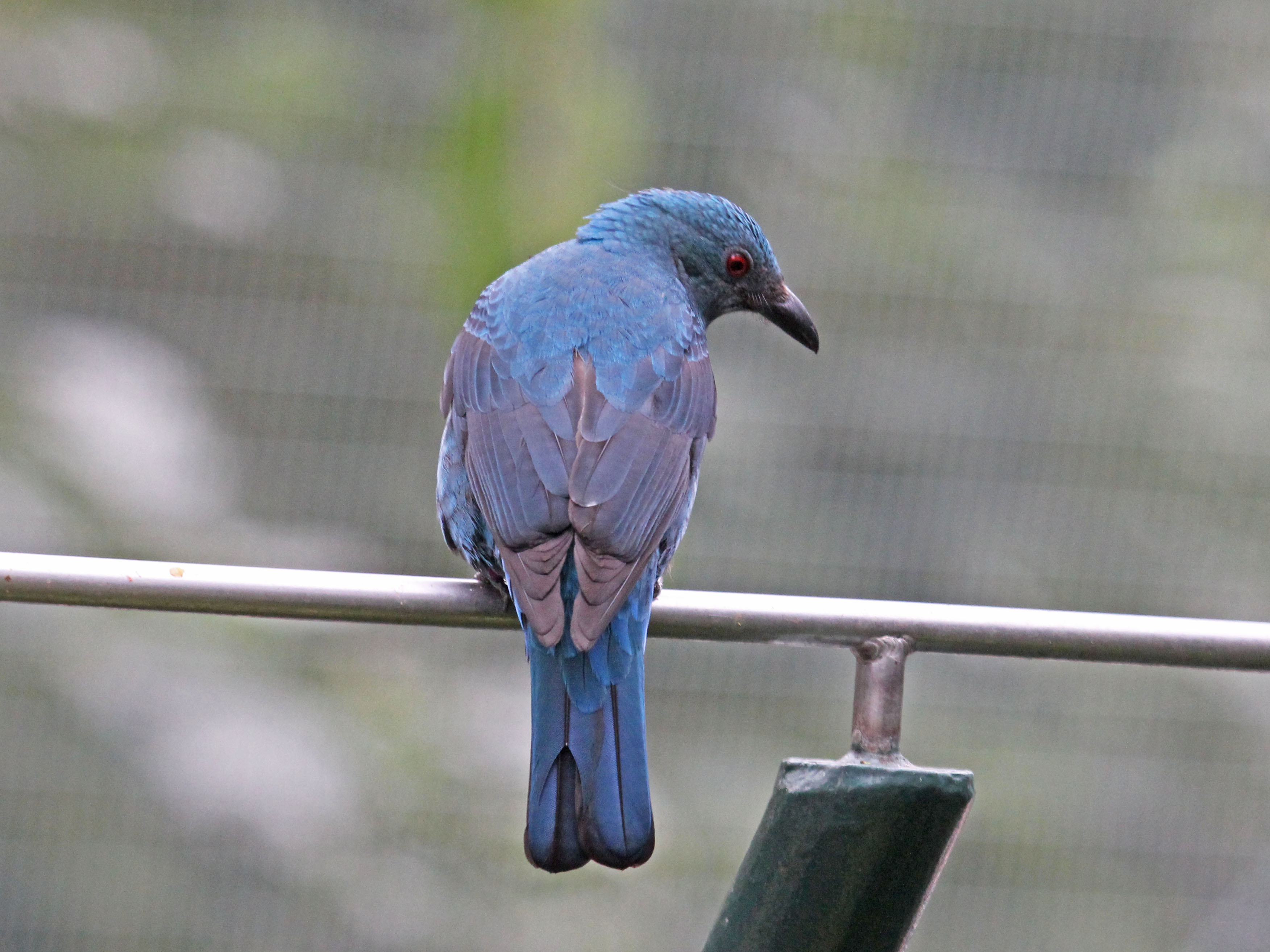
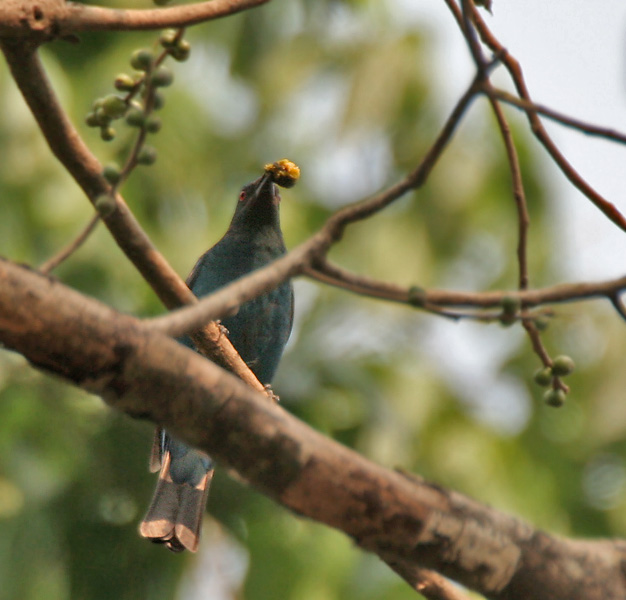
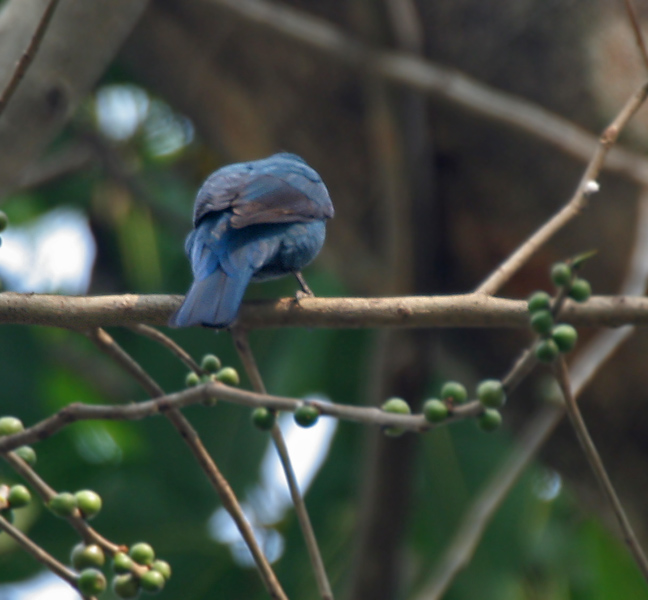
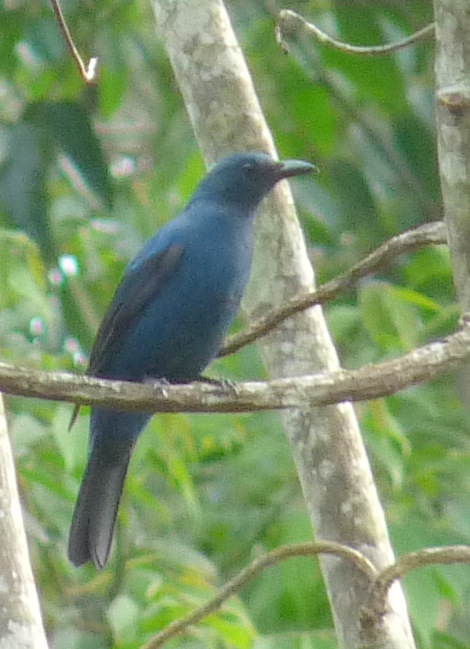